# Jordi Brau i Riera
Jordi Brau i Riera (Barcelona, 18 d'abril de 1958) és un actor de cinema, teatre i doblatge català. Ha doblat en català, castellà, francès i anglès.
És llicenciat en Art dramàtic en l'especialitat d'Interpretació per l'Institut del Teatre de Barcelona. Als seus inicis va treballar en teatre amb directors com Josep Montanyés, Guillem Jordi Graells, Jordi Mesalles, Iago Pericot i Josep Maria Mestres. En televisió va treballar amb realitzadors com Mercè Vilaret, Orestes Lara, Antoni Chic i Joan Bas i en cinema amb Xavier Benlloch, Ventura Pons i Abel Folk.
Dedicat al doblatge des de 1983, es va introduir en aquest món en el moment en què es va haver d'autodoblar a la pel·lícula El vicari d'Olot. El seu primer paper com a doblador va ser interpretant frases d'ambient a la versió doblada al castellà de Tokyo monogatari. Al llarg de la seva carrera ha doblat més de 1.500 pel·lícules i anuncis de televisió. Alguns dels actors que ha doblat són Sean Penn, Nicolas Cage, Tom Cruise (per exemple, a pel·lícules com Jerry Maguire i a la sèrie cinematogràfica de Missió: Impossible), Kenneth Branagh (a Hamlet), Dennis Quaid (a Savior), Roberto Benigni, Robin Williams (a El club dels poetes morts), Philip Seymour Hoffman, Colin Firth, Daniel Day-Lewis i Tom Hanks, entre d'altres. Concretament, ha doblat 10 papers guanyadors del premi Oscar: Tom Hanks a Filadèlfia i Forrest Gump; Daniel Day-Lewis a My Left Foot, Pous d'ambició i Lincoln (en castellà); Sean Penn a Mystic River; Roberto Benigni a La vida és bella; Robin Williams a Good Will Hunting (en castellà), Philip Seymour Hoffman a Capote i Colin Firth a El discurs del rei.
Gràcies a la seva ductilitat, ha doblat una gran quantitat d'actors, a part dels ja mencionats: Matthew Modine, Jason Bateman, Sean Bean, Charlie Sheen, Jeff Daniels, Val Kilmer, Bill Murray, Bill Pullman, Steven Seagal... També ha doblat personatges de sèries com en Rick d'Els joves, i la seva veu és una de les més recurrents per la publicitat. En català, és la veu habitual de Bruce Willis i Kevin Costner. Va obtenir el premi de l'Associació Professional Espanyola d'Informadors de Premsa, Ràdio i Televisió (APEI) pels seus treballs com a actor de doblatge. També ha doblat en francès a Javier Bardem a la pel·lícula Vicky Cristina Barcelona i en anglès ha locutat per Delta Airlines.
El 2013, juntament amb Lluís Posada i Óscar Barberán, va fundar l'estudi de doblatge Polford, on solia dirigir doblatges i impartir classes de doblatge al mateix centre de formació de l'estudi.
És pare del també actor de doblatge David Brau.